# 居里陨击坑
居里陨击坑(Cruls)是火星欧克西亚沼区的一座撞击坑，中心坐标位于北纬29.1度、西经4.8度处，直径114.1公里（70.9英里），其名称取自法国物理学家、化学家皮埃尔·居里（1859年-1906年），1973年，被国际天文联合会批准接受。。
撞击坑通常有一圈周围分布着喷射物的边缘，相比之下，火山口一般则没有边缘或喷射沉积物。大陨坑（直径大于10公里）通常会有一座中心峰，这种中央峰是因撞击后坑底反弹所形成。

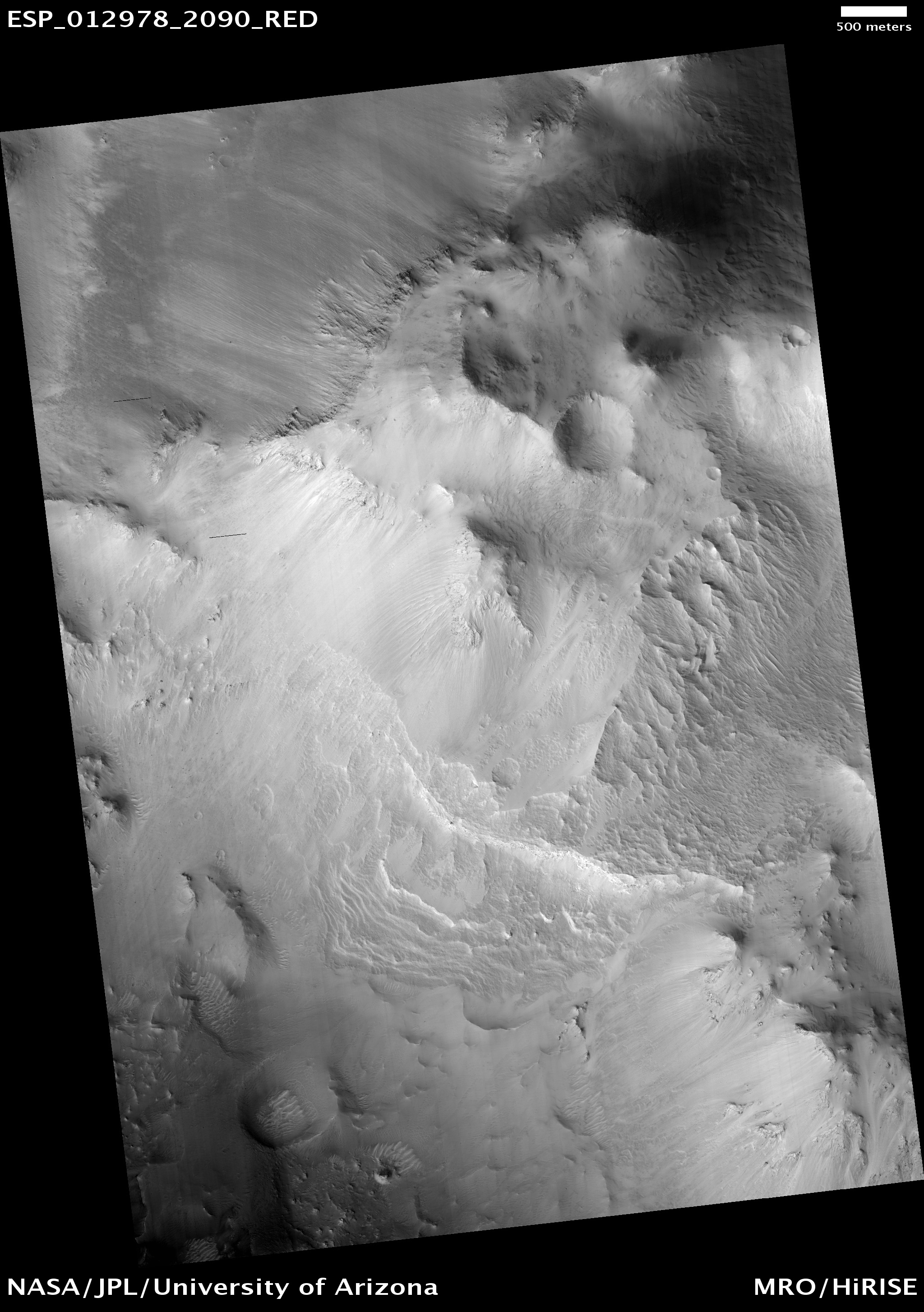
高分辨率成像科学设备显示的居里陨击坑中部。
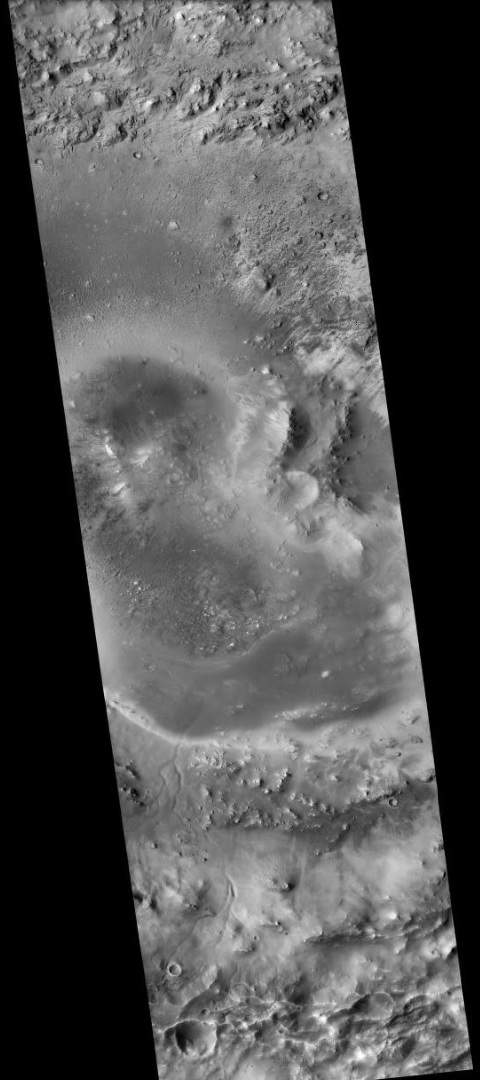
火星勘测轨道飞行器背景相机拍摄的居里陨击坑。
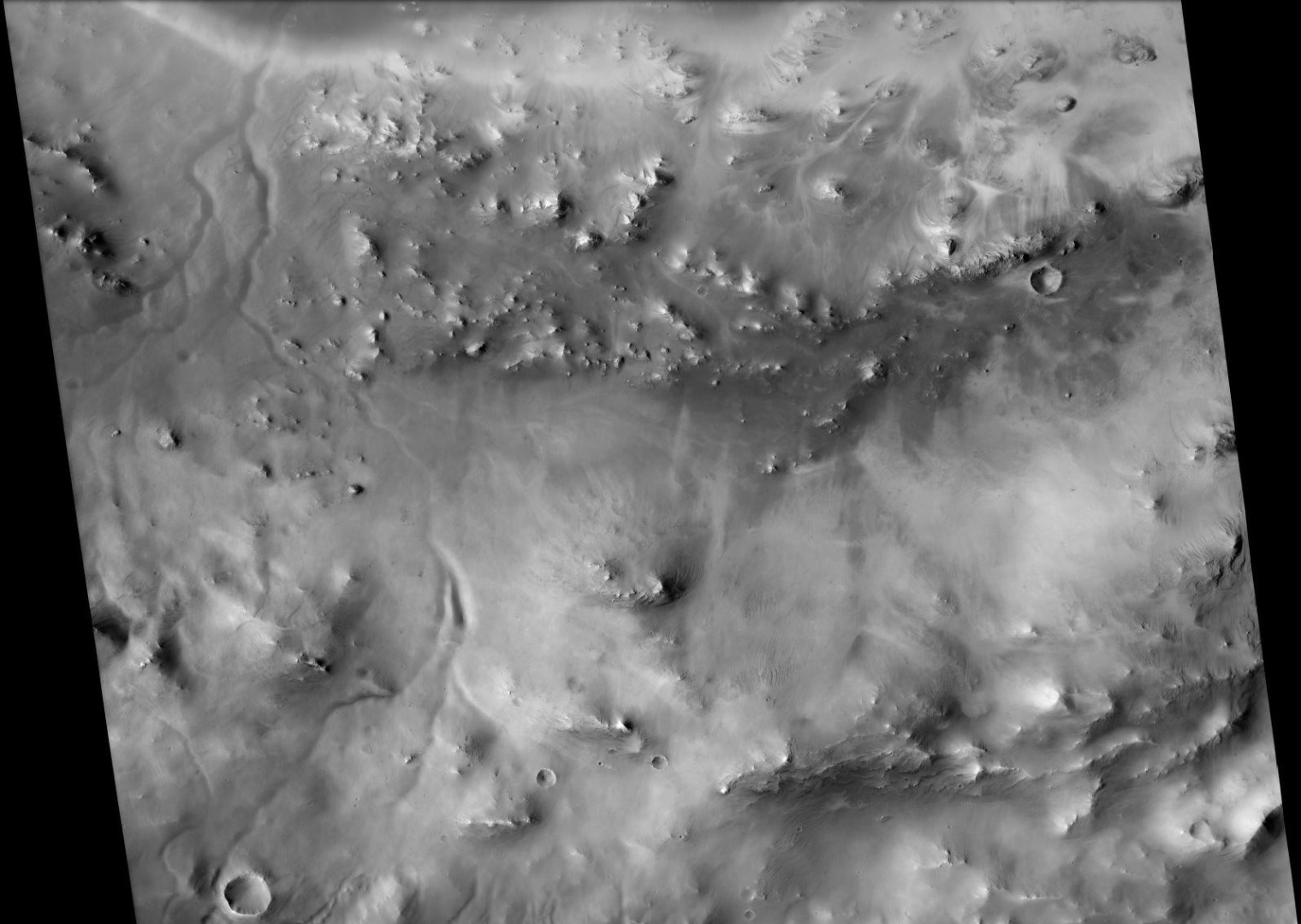
背景相机显示的居里陨击坑内的河道，注：这是前一幅照片的放大版。
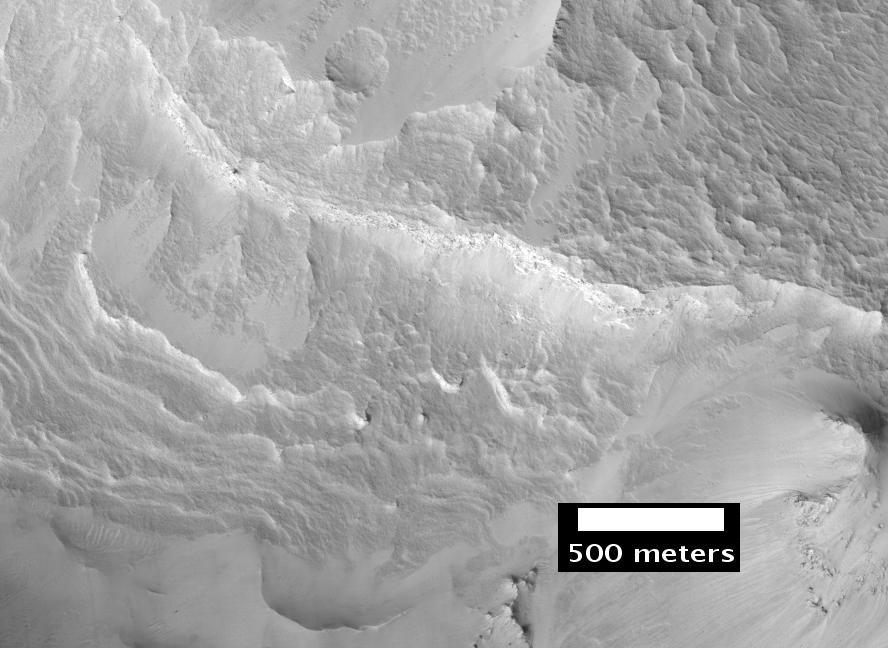
高分辨率成像科学设备显示的居里陨击坑内中央丘岩层的特写。
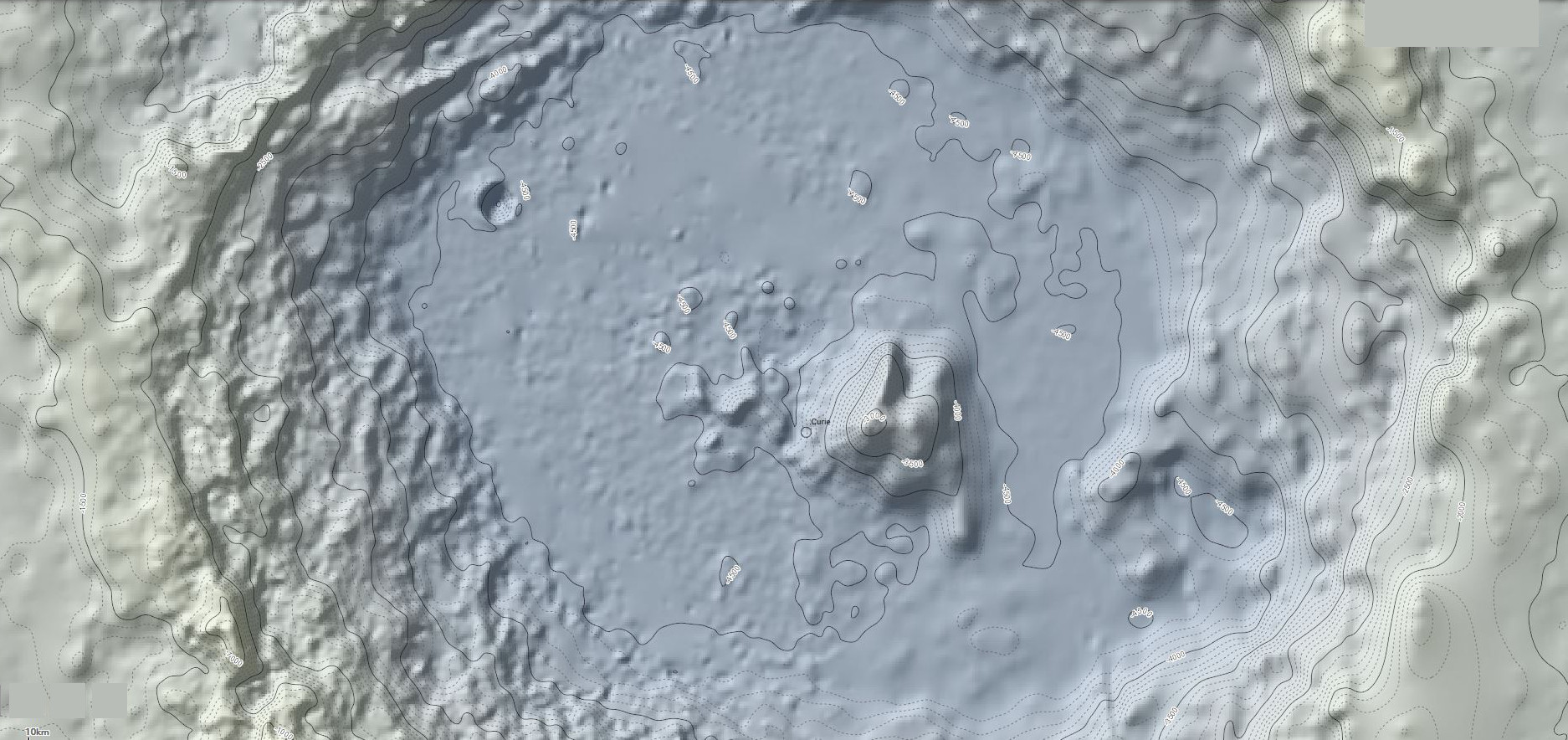
使用火星轨道器激光高度计数据绘制的地形图，显示了居里陨击坑中央峰和坑壁相对于火星基准面的高度。

## 另请查看
- 撞击坑
- 撞击事件
- 火星撞击坑
- 火星矿石资源
- 行星体系命名法
- 火星水文